# Haegeumgang Theme Museum
Das Haegeumgang Themen Museum (해금강 테마 박물관) ist ein Museum in der südkoreanischen Stadt Geoje.

## Geschichte
Das Museum wurde 2016 eröffnet und befindet sich am Fluss Haegeum auf der Insel Geoje. Auf zwei Etagen beherbergt es das Museum für moderne koreanische Geschichte, das Museum für europäisches dekoratives Kunst und das Yukyung Art Museum. Obwohl das Museum während eines Taifuns im Jahr 2019 zur Hälfte zerstört wurde, wurde es im Jahr 2020 vollständig restauriert und wieder neu aufgebaut. Es steht seitdem unter der Leitung von  Yu Chun-up.

## Kollektion
Im ersten Stock des Gebäudes befindet sich die Ausstellung der ständigen Sammlung mit Objekten über den Koreakrieg und den Vietnamkrieg. Das Museum verfügt auch über einen Raum mit europäischen Dekorationsgegenständen, die dem Museum gespendet wurden.

## Ausstellungen
Neben einer Sammlung Zeitgenössischer Kunst zeigt das Yukyung Art Museum temporäre Ausstellungen internationaler zeitgenössischer Künstler. Es ist seit 2016 Austragungsort des Geoje Art Festivals, einer Ausstellung internationaler Künstler aus mehr als 35 Ländern, die ihre Vision zum Thema "Freiheit und Frieden" zeigen. In diesem Rahmen zeigt das Museum 2021 die Ausstellung "Peace Again" mit 283 Künstlern aus 63 Ländern  wie Vijay Sharma, Michael Lam, Daniel Garbade, Wendy Wong, Wilmer Lugo, Lotte Hubmann, Gisela Hammer und Chris Bleicher.